# 春丕虎耳草
春丕虎耳草（学名：Saxifraga chumbiensis）为虎耳草科虎耳草属下的一个种。

## 扩展阅读
維基物種上的相關：春丕虎耳草